# Carmen Copper Corporation
Carmen Copper Corporation — підприємство з видобутку і первинної переробки мідних руд на о. Себу, Філіппіни. Осн. центр — м.Толедо-Сіті.

## Історія
Відкрите в 1977 р.

## Характеристика
Гол. рудні мінерали: халькопірит, пірит, молібденіт, борніт, магнетит; в незнач. кільк-ті присутні золото і срібло. Запаси руди (розвідані) бл. 370 млн т з мінім. вмістом міді 0,41 %.

## Технологія розробки
Включає кар'єр і дробильно-збагачувальну фабрику.
Система розробки родов. — транспортна з зовнішніми відвалами. Проектна глибина кар'єру бл. 640 м, макс. довжина 2 км, макс. ширина 450 м.
Збагачення — флотацією. Концентрат містить 30 % міді. Випускається також молібденовий концентрат.